# Halina Dudicz-Latoszewska

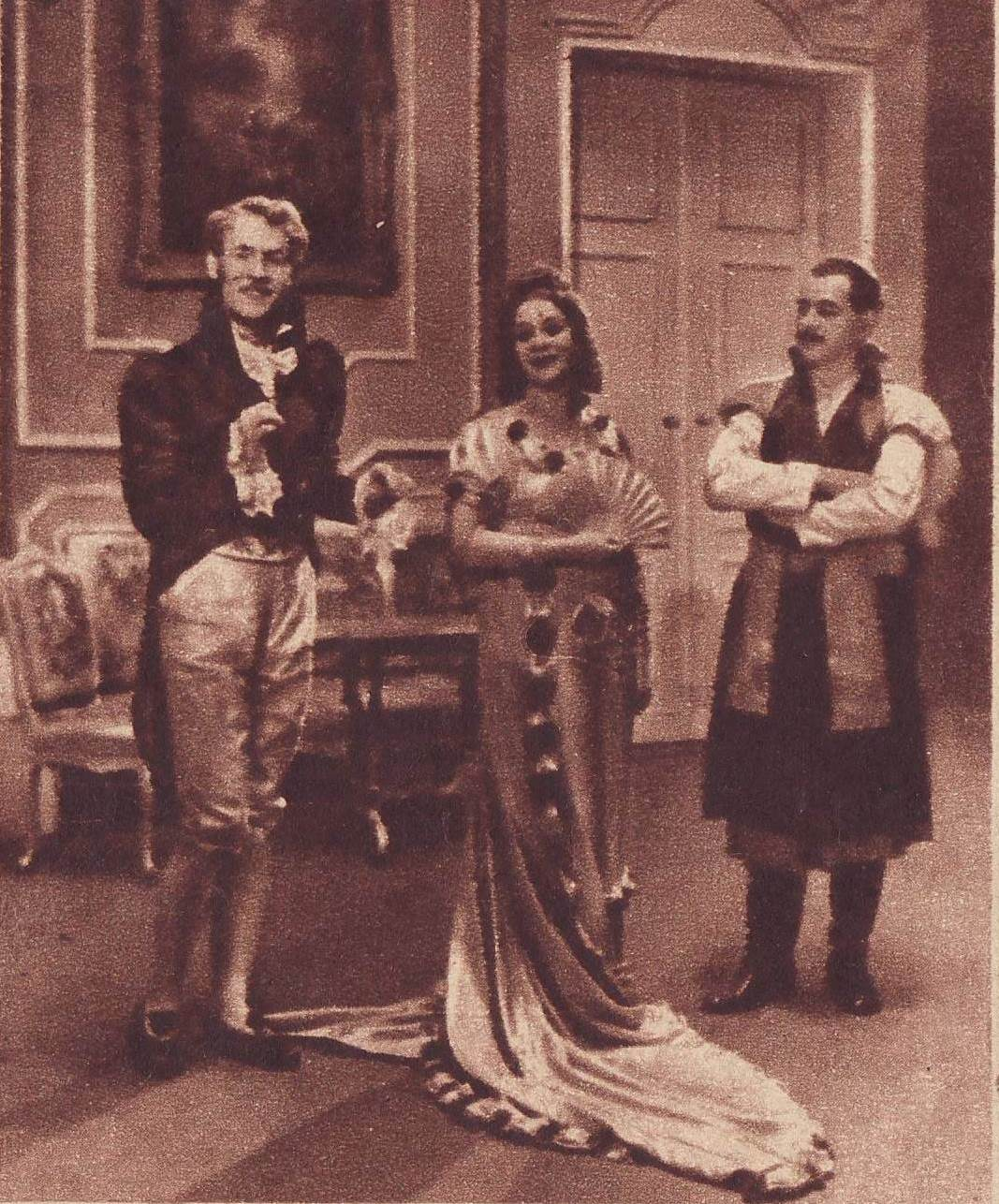
Mieczysław Wojnicki, Halina Dudicz-Latoszewska i Stanisław Roy w sztuce "Hrabina". Teatr Wielki w Poznaniu.

Halina Dudicz-Latoszewska (ur. 19 grudnia 1902 w Aleksandrowie Kujawskim, zm. 14 stycznia 1994 w Skolimowie) – polska śpiewaczka operowa (sopran).
Występowała na scenie Opery Poznańskiej. Była małżonką dyrygenta Zygmunta Latoszewskiego. W okresie wojennym przebywała w Warszawie. W okresie powojennym kształciła śpiewaków w Konserwatorium Poznańskim.